# ナミウズムシ
ナミウズムシ（並渦虫、Dugesia japonica）とは、ウズムシ目ウズムシ亜目サンカクアタマウズムシ科に分類されるウズムシである（「プラナリア科 Family Planariidae」には属さないことに注意）。プラナリアと呼ばれるのはこの種であることも多いが、本来もっと広い分類群を指すものである。

## 概要
日本では最もよく見かけるウズムシで、北海道北部を除く日本全域に分布している。比較的水質の良い湧水や河川に生息している。
体長は2cmから2.5cm程度、極端に大きい個体なら4cm程になる。扁平な体、三角形の頭部を持つ。体色は茶褐色から黒褐色。
体腔を持たない。腹面中央に咽頭があり、そこから吻を伸ばして餌を食べる。雑食であり、カゲロウなどの水生昆虫などを食べる。飼育するときの餌には、主に鳥のレバーやアカムシユスリカなどが用いられる。体の再生能力は非常に強い。
消化管は体内で前後に伸び、分枝して体の隅々に至る。イトミミズやアカムシユスリカを食べさせると、全身の消化管に入ってゆく様子が見え、全身に消化管が分岐していることを観察できる。消化管は前に1本、後ろに2本伸びており、これが三岐腸目の名前の由来となっている。肛門はなく、出入り口が一緒である。脊髄の無いかご状神経系を持ち、目は杯状眼でありレンズがない。
核型の地域差が激しく、各地から染色体の変異などが報告されている。

## 近縁種
- リュウキュウナミウズムシ（Dugesia ryukyuensis）

琉球列島や奄美群島に生息し、以前はナミウズムシの亜種とされていた。外形でナミウズムシと区別することは困難。